# Abbaye Notre-Dame de Belleau
L’abbaye Notre-Dame de Belleau est une ancienne abbaye cistercienne successivement féminine puis masculine située sur l'actuelle commune de Villeneuve-la-Lionne, dans le département de la Marne. Elle fut fondée au XIIIe siècle.

## Situation
L'abbaye est située sur la commune de Villeneuve-la-Lionne, dans le département de la Marne, mais à quelques centaines de mètres seulement de la commune de Meilleray, située en Seine-et-Marne. Les bâtiments sont situés dans la vallée, entre le Grand Morin et l'ancienne ligne de Paris à Sézanne.

## Histoire

### Fondation d'une abbaye féminime
Fondée en 1242, l'abbaye accueille une communauté féminine dépendant directement de Morimond. Toutefois, elle est transformée en 1510 en prieuré, faute d'une communauté suffisante pour la faire vivre.

### Un monastère masculin
En 1567, elle est mise à sac par les huguenots. À cette occasion, la communauté féminine est remplacée par une communauté masculine de moines cisterciens et dépend par la suite de Clairvaux. En 1768, il n'y reste qu'un seul moine. L'abbaye est dissoute à la Révolution française.

## Filiation et dépendances
Jusqu'en 1567 la communauté féminine est fille de Morimond. À partir de cette date la communauté masculine dépend de l'abbaye de Clairvaux.